# Carl Jacob Mohlin
Carl Jacob Mohlin, född 28 augusti 1805 i Ekeby socken, Östergötlands län, död 15 januari 1876 i Vallerstads landskommun, Östergötlands län, var en svensk präst i Vallerstads församling och Östra Hargs församling.

## Biografi
Carl Jacob Mohlin föddes 28 augusti 1805 på Ryckelsby i Ekeby socken. Han var son till kronolänsmannen Carl Magnus Mohlin och Anna Stina Schollin. Mohlin studerade i Linköping och blev höstterminen 1827 student vid Uppsala universitet, Uppsala. Han prästvigdes 25 april 1830 och tog pastoralexamen 4 december 1839. Mohlin blev 13 januari 1845 komminister i Edshults församling, Hults pastorat, tillträde 1846 och blev 5 november 1849 komminister i Järstads församling, Vallerstads pastorat, tillträde 1851. Han blev 23 oktober 1854 komminister i Bjälbo församling, Skänninge pastorat, tillträde 1855 och blev 15 april 1861 kyrkoherde i Östra Hargs församling, Östra Hargs pastorat, tillträde samma år. Den 25 september 1871 blev han kyrkoherde i Vallerstads församling, Vallerstads pastorat, tillträde 1874. Han avled 15 januari 1876 i Vallerstads landskommun.

### Familj
Mohlin gifte sig 9 juni 1843 med Anna Catharina Malmqvist (1821–1882). Hon var dotter till bruksinspektorn David Malmqvist och Anna Elisabeth Sondén. De fick tillsammans barnen Carl Edvard David (född 1844), Christian Leonard Herman, Hilda Elisabeth Aurora (född 1852) och Emil Mohlin (1854–1948).